# Kvinde
 "Kvinder" omdirigeres hertil. For andre betydninger af Kvinder, se Kvinder (flertydig).
En kvinde er et hunkønnet menneske; det vil sige af arten Homo sapiens. Betegnelsen kvinde anvendes normalt kun om en fuldvoksen kvinde, mens "pige" er den normale betegnelse for et hunkønnet barn eller ung. Betegnelsen kvinde anvendes herudover til at identificere et hunkønnet menneske uafhængigt af alder i sammenhænge som "kvinders rettigheder". Ordet kan herudover også henvise til en persons kønsidentitet. Kvinder med typisk genetisk udvikling er oftest i stand til at føde børn fra puberteten til menopausen. Nogle interkønnede mennesker, der identificerer sig som kvinder, kan ikke føde børn, enten på grund af sterilitet. I ekstremt sjældne tilfælde kan mennesker som har Swyers syndrom føde med medicinsk assistance. Op igennem historien har kvinder haft særlige roller i forskellige kulturelle samfund.

## Etymologi
Kvinde stammer fra urnordisk (200 e.Kr. - 800 e.Kr.) kwenon, der står i aflydsform til kone.

### Biologisk symbol
Symbolet for planeten Venus anvendes også i biologien til at indikere hunkøn. Det er et stiliseret håndspejl (gudinden Venus's symbol) eller et abstrakt symbol for gudinden: en cirkel på et lille ligesidet kors. Venus-symbolet har traditionelt også repræsenteret femininitet, og i alkymi indikerede det grundstoffet kobber. Alkymister konstruerede symboler fra en cirkel (repræsenterende ånd) over et ligesidet kors (repræsenterende stof).

## Biologi og køn
Biologisk set er de kvindelige kønsorganer involverede i forplantningssystemet, hvorimod de sekundære kønskarakteristika kan være med til at drage omsorg for børn eller tiltrække en mage. Æggestokkene har en normal regulerende funktion i form af hormonproduktion, men producerer herudover hunkønnede kønsceller kaldet æg, som, hvis de befrugtes af hankønnede kønsceller (sædceller), danner nye genetiske individer. Livmoderen er et organ med væv til at beskytte og nære det voksende foster, samt muskulatur til at skubbe det ud ved fødslen. Skeden anvendes ved samleje og fødsel, om end den latinske betegnelse for skeden, vagina, ofte bruges i daglig (ukorrekt) tale om vulva eller de ydre kvindelige kønsorganer, som (udover selve vagina) består af skamlæberne, klitoris og det kvindelige urinrør. I lighed med andre pattedyr udvikler de kvindelige bryster sig fra svedkirtler til at kunne producere en næringsrig sekretion: mælk. Hos voksne kvinder er brysterne generelt tydeligere end hos de fleste andre pattedyr; denne tydelighed, der ikke nødvendigvis skyldes behov for mælkeproduktion, er i det mindste delvist en følge af seksualselektion.
Børns køn fastslås normalt ved fødslen som følge af deres kønsdele. At et barn anses som hunkøn er dog ikke altid afgørende for, om barnet senere i livet vil identificere sig selv som kvinde. I den omvendte situation findes der transkønnede og transseksuelle kvinder, der blev født som hankøn, men som i dag identificerer sig som kvinder. Herudover kan intersex-individer, som har blandede fysiske og/eller genetiske egenskaber, bruge andre kriterier til at fastslå deres køn.
Selvom der fødes færre piger end drenge (forholdet er omkring 1:1,05) er der, pga. kvinders længere gennemsnitslevealder, kun 81 mænd på 60 år eller ældre for hver 100 kvinde i samme alder. Kvinders længere liv skyldes en række faktorer som genetik, sociologi, helbredsrelaterede valg (heriblandt et mindre forbrug af tobak og alkohol end mænd, samt en lavere selvmordsrate), tilstedeværelsen af det kvindelige kønshormon østrogen, som har en hjertebeskyttende effekt hos præ-menopause-kvinder, samt de negative effekter af store mængder androgener hos mænd.
Pigers kroppe gennemgår en gradvis forandring i puberteten. Den største indikator på pigers pubertet er menarken, påbegyndelsen af den første menstruation, som normalt sker i 12–13-års-alderen. Efter at have gennemgået menarken vil de fleste piger være i stand til at blive gravide og føde børn, og vil herefter i mange kulturer blive betegnet som kvinder.

## Helbred
Udtrykket "kvinders helse" (også "kvinders sundhed") henviser typisk til helbredssituationer, der er unikke for den kvindelige anatomi. Der findes nogle sygdomme, der primært eller eksklusivt rammer kvinder, såsom lupus, brystkræft( som ganske få mænd får), livmoderhalskræft og kræft i æggestokkene. Kvinder og mænd kan have forskellige symptomer på en sygdom, og kan også reagere forskelligt på den samme medicinske behandling.
Kvinders helse er ofte blevet taget op af feminister, især problematikker vedrørende reproduktiv sundhed. Kvinders sundhed er som fagområde placeret i en voksende mængde viden, der udpeger køn som en vigtig social faktor for sundhed.
Barselsdød defineres af Verdenssundhedsorganisationen som "en kvindes død under graviditet eller indenfor 42 dage efter endt graviditet, uanset graviditetens varighed og sted, fra en årsag relateret til eller forværret af graviditeten eller dens håndtering, men ikke fra utilsigtede eller tilfældige årsager." Omkring 99 % af barselsdødsfald sker i ulande. Mere end halvdelen sker i Subsaharisk Afrika og næsten en tredjedel i Sydasien. Blandt de primære årsager til barselsdød er alvorlige blødninger (oftest blødninger efter fødslen), infektioner (oftest efter fødsel), præeklampsi og eklampsi, usikre abortmetoder og graviditetskomplikationer fra malaria og HIV/AIDS.

## Reproduktive rettigheder og reproduktiv frihed
Reproduktive rettigheder er juridiske rettigheder og friheder der relaterer sig til reproduktion og reproduktiv sundhed. Blandt krænkelser af kvinders reproduktive rettigheder er tvungen graviditet, tvungen sterilisering og tvungen abort.
Tvungen sterilisering blev praktiseret i mange vestlige lande i den første halvdel af det 20. århundrede, og praktiseres, sammen med tvungen abort, fortsat i lande såsom Uzbekistan og Kina.
Manglen på omfattende lovgivning om kønsrelateret vold, kombineret med mangel på adgang til prævention og/eller abort er medvirkende årsager til tvungen graviditet.

## Middellevetid
Kvinder udgør over halvdelen af befolkningen næsten alle samfund med undtagelse af Indien og Kina, til trods for at der fødes flere drenge- end pigebørn (ca. 21 drengebørn for hver 20 pigebørn), og at drengebørnene er større ved fødslen.
Sammenlignende middellevetider i Danmark:
- 1990/91: Kvinder 77,8; mænd 72,2; forskel 5,6 år.
- 1998/99: Kvinder 78,8; mænd 74,0; forskel 4,8 år.
- 2002/03: Kvinder 79,5; mænd 74,9; forskel 4,6 år.

Kilde: Danmarks Statistik: Nr. 234, 27. maj 2004

## Kønsroller
Tekst mangler, hjælp os med at skrive teksten

## Yderligere læsning
- Chafe, William H. Arkiveret 13. januar 2009 hos  Wayback Machine, "The American Woman: Her Changing Social, Economic, And Political Roles, 1920–1970", Oxford University Press, 1972. ISBN 0-19-501785-4 (engelsk)
- Routledge international encyclopedia of women, 4 vls., ed. by Cheris Kramarae and Dale Spender, Routledge 2000 (engelsk)
- Women in world history : a biographical encyclopedia, 17 vls., ed. af Anne Commire, Waterford, Conn. [etc.] : Yorkin Publ. [etc.], 1999–2002 (engelsk)
- Woman In all ages and in all countries in 10 volumes. (engelsk)